# Courtalain
Courtalain est une ancienne commune française située dans le département d'Eure-et-Loir en région Centre-Val de Loire. Depuis le 1er janvier 2017, Courtalain est intégrée à la Vald'Yerre, avec statut de commune déléguée.

## Géographie

### Situation
Courtalain est un village du sud du département d'Eure-et-Loir, situé dans une région verdoyante traversée par l'Yerre, à seize kilomètres à l'ouest de Châteaudun, son chef-lieu d'arrondissement. Courtalain a fait partie de l'ancienne communauté de communes des Trois Rivières (l'Aigre, l'Yerre et le Loir), qui regroupait l'ensemble des 15 communes du canton de Cloyes-sur-le-Loir.

Situation géographique
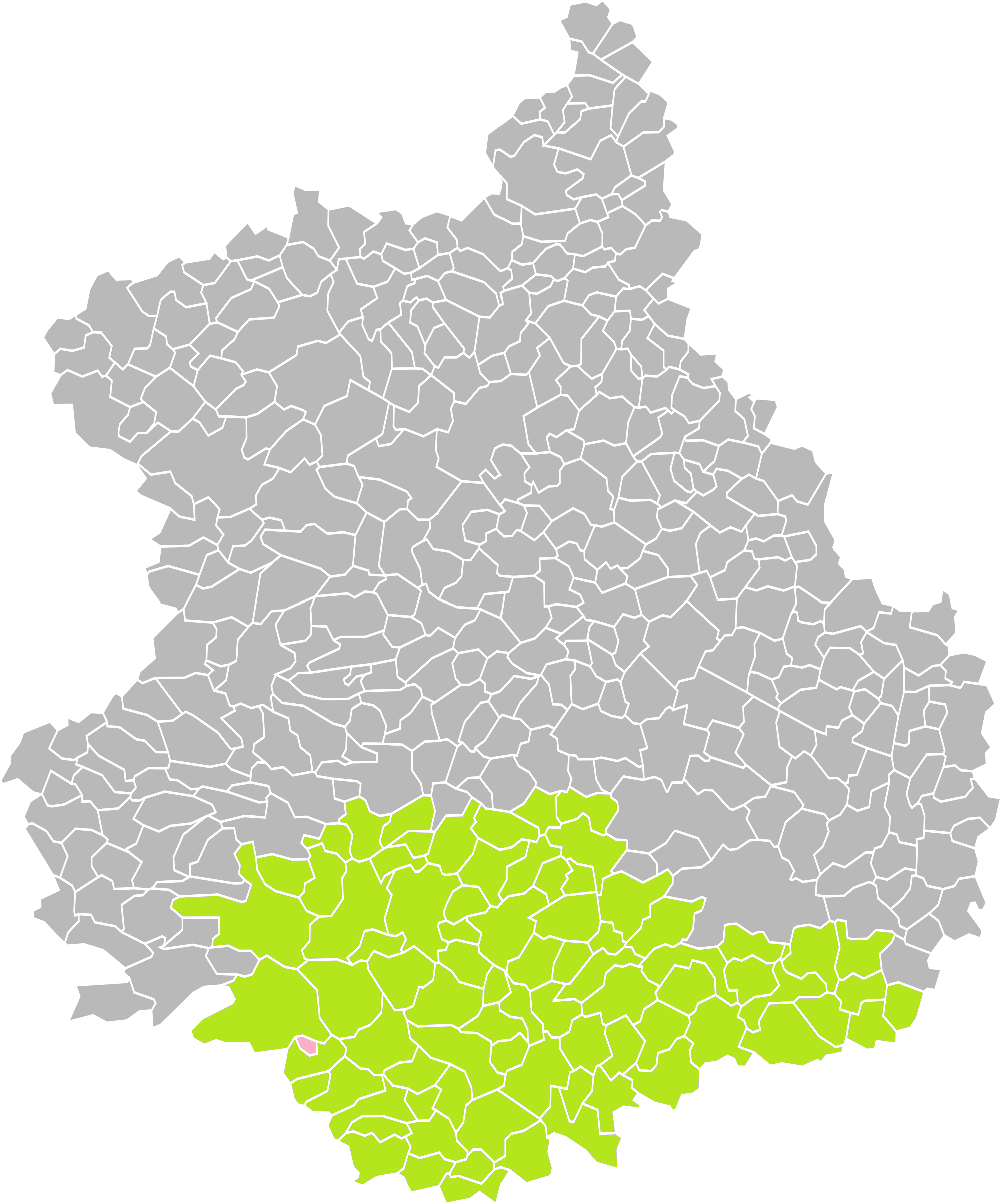
Courtalain dans son arrondissement.
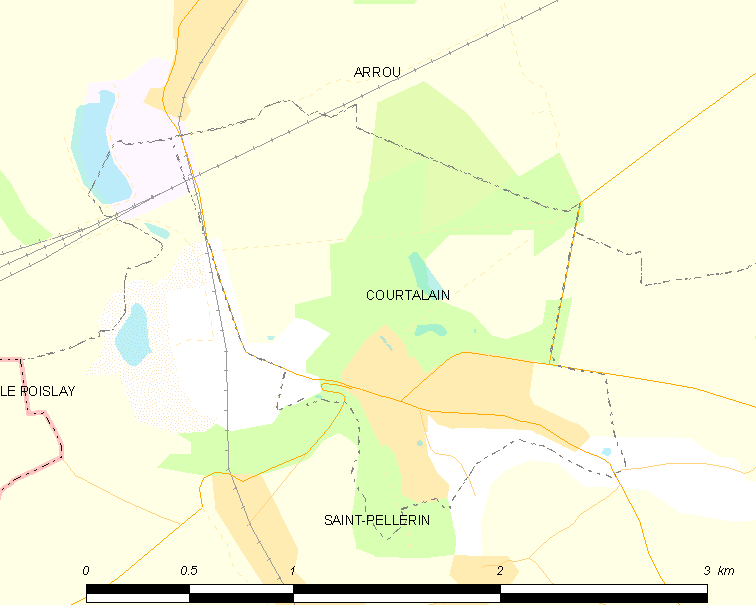
Carte de la commune de Courtalain, 2012.

### Communes limitrophes
|                           | Arrou          |  |
| Le Poislay (Loir-et-Cher) | Courtalain     |  |
|                           | Saint-Pellerin |  |

### Voies de communication et transports
La gare de Courtalain - Saint-Pellerin est une gare ferroviaire de la ligne de Chartres à Bordeaux-Saint-Jean, située sur le territoire de la commune de Saint-Pellerin, à proximité de Courtalain.
Mise en service en 1883, elle permettait anciennement de rejoindre par lignes directes : Chartres au nord, le Mans à l'ouest, Orléans à l'est et Saumur, Niort, Bordeaux au sud.
C'est aujourd'hui une halte ferroviaire de la Société nationale des chemins de fer français (SNCF) desservie par des trains du réseau TER Centre-Val de Loire, exploité sous la marque Rémi depuis 2019, qui effectuent des missions entre Chartres et Courtalain - Saint-Pellerin, via Brou.

## Histoire

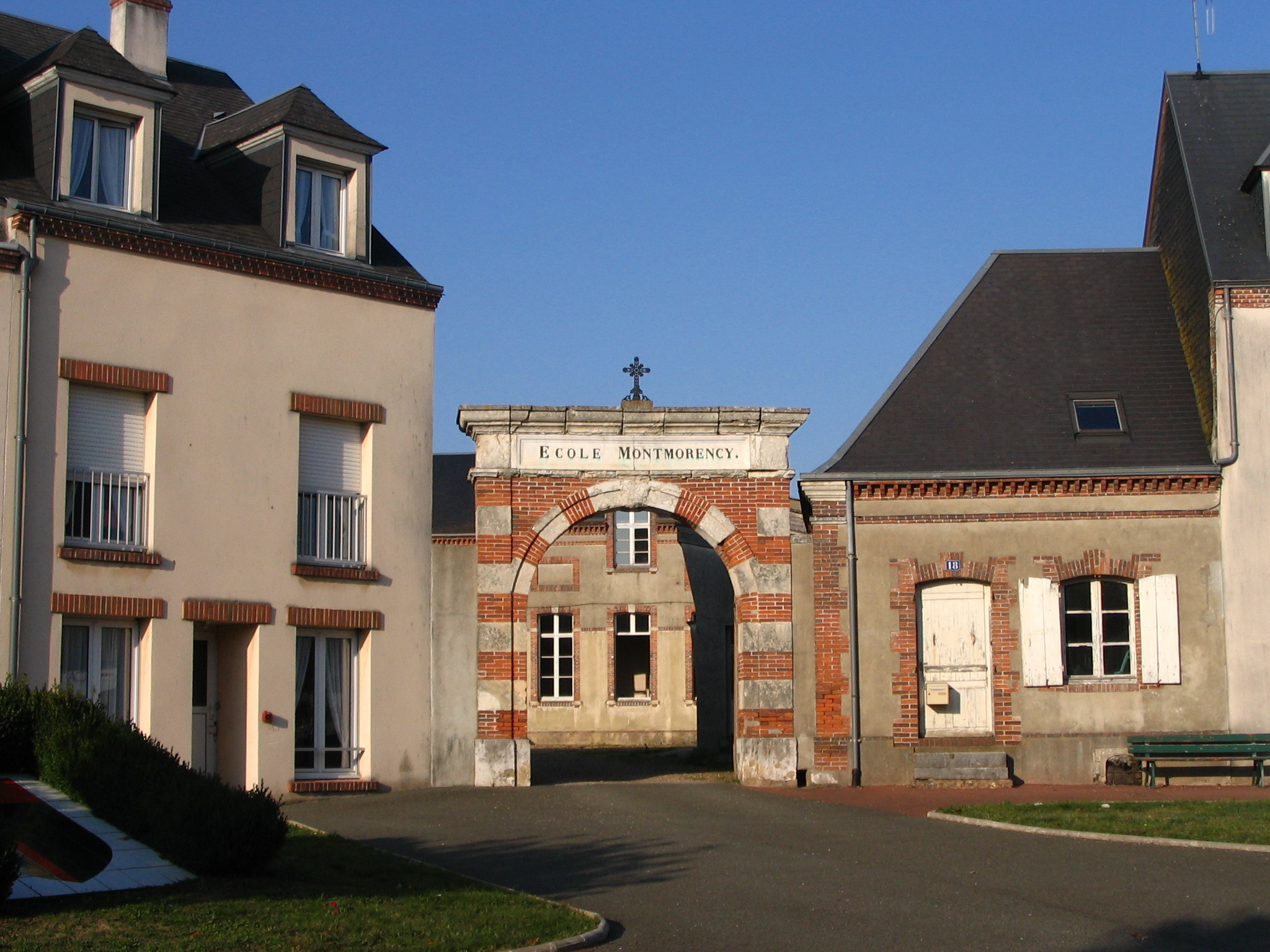
Porche de l'école Montmorency.

Près de Courtalain, Bois-Ruffin à Arrou, prend d'abord ses seigneurs dans la famille de La Bruyère, qui possède aussi Courtalain au moins depuis le XIVe siècle, avec peut-être dès l'origine un domaine commun[source insuffisante].
Dans la deuxième moitié du XIVe siècle, Jeanne de La Bruyère, fille de Nicolas, épouse Jean de Rouvray : Parents de Martin de Rouvray, père de Catherine de Rouvray qui marie Louis d'Avaugour (1ère moitié du XVe siècle ; issu de la première famille d'Avaugour, branche des Avaugour de Kergroix du Parc = du Parc d'Avaugour). Leur fils Guillaume d'Avaugour épouse Pierrette de Baïf, d'où Pierre d'Avaugour (fin du XVe siècle, début du XVIe), père de Jacques d'Avaugour (né vers 1500), père lui-même de Jacqueline d'Avaugour (fl. au XVIe siècle), mariée en 1553 à Pierre de Montmorency-Fosseux : Postérité.
En 1421, Pierre d'Illiers (mort en avril 1424), écuyer, seigneur d'Illiers, Maisoncelles, et du fief de Saint-Mars, gouverneur de Châteaudun (1416) paye à l'abbaye Saint-Avit-les-Guêpières une rente de blé sur les moulins de Courtalain et la grande de Bois-Ruffin à cause de sa femme Marguerite de Taillecourt (morte en 1421) et de Catherine de Rouvray, fille de Marin de Rouvray, premier nom de ladite Marguerite alors décédée.
Le château de Courtalain, que l'on découvre en arrivant par la route d'Arrou, a été bâti en 1483 par Guillaume d'Avaugour, chambellan du roi, et son épouse Pierrette de Baïf dont la pierre tombale est visible dans l'église. Il est partiellement inscrit en tant que monument historique.
Ensuite, Courtalain entra dans la Maison de Montmorency, par le mariage de Jacqueline d'Avaugour avec Pierre de Montmorency en 1553 et y resta pendant neuf générations, soit jusqu'en 1862, année où mourut le dernier duc Anne-Raoul de Montmorency. C'est sa nièce Félicie, princesse de Bauffremont et du Saint-Empire qui en hérita, devenue marquise de Gontaut-Biron Saint-Blancard par son mariage avec le jeune Louis de Gontaut-Biron, et qui fit entrer Courtalain dans la maison de Gontaut-Biron, actuels propriétaires dont la famille est originaire de l'Agenais.
L'aile en briques que l'on aperçoit sur le côté fut construite par le duc Anne-Charles-François de Montmorency en 1802 à son retour d'exil en Angleterre. L'aspect décoratif du château actuel est dû au sculpteur Henri Gaullier qui fut chargé en 1854 de le restaurer en réalisant les parties hautes dans un style Renaissance.

## Politique et administration

### Liste des maires
| Période                                  | Période          | Identité                      | Étiquette | Qualité              |
| ---------------------------------------- | ---------------- | ----------------------------- | --------- | -------------------- |
| avant 1981                               | 1995             | Michel Manceau                | DVD       |                      |
| juin 1995                                | mars 2001        | Jean-Yves Danzé               | SE        |                      |
| mars 2001                                | mars 2014        | Annie Joannopoulos            | SE        |                      |
| mars 2014                                | juillet 2015     | Vincent Perrin de Brichambaut | SE        | Agriculteur retraité |
| 10 juillet 2015                          | 31 décembre 2016 | Franck Marchand               | SE        |                      |
| Les données manquantes sont à compléter. |                  |                               |           |                      |

## Population et société

### Démographie
L'évolution du nombre d'habitants est connue à travers les recensements de la population effectués dans la commune depuis 1793. À partir du 1er janvier 2009, les populations légales des communes sont publiées annuellement dans le cadre d'un recensement qui repose désormais sur une collecte d'information annuelle, concernant successivement tous les territoires communaux au cours d'une période de cinq ans. 
Pour les communes de moins de 10 000 habitants, une enquête de recensement portant sur toute la population est réalisée tous les cinq ans, les populations légales des années intermédiaires étant quant à elles estimées par interpolation ou extrapolation. Pour la commune, le premier recensement exhaustif entrant dans le cadre du nouveau dispositif a été réalisé en 2006,.
En 2014, la commune comptait 621 habitants, en évolution de +2,14 % par rapport à 2009 (Eure-et-Loir : +1,94 %, France hors Mayotte : +2,49 %).
| 1793 | 1800 | 1806 | 1821 | 1831 | 1836 | 1841 | 1846 | 1851 |
| ---- | ---- | ---- | ---- | ---- | ---- | ---- | ---- | ---- |
| 372  | 461  | 486  | 515  | 578  | 628  | 669  | 642  | 841  |

| 1856 | 1861 | 1866 | 1872 | 1876 | 1881 | 1886 | 1891 | 1896 |
| ---- | ---- | ---- | ---- | ---- | ---- | ---- | ---- | ---- |
| 855  | 821  | 847  | 724  | 750  | 652  | 738  | 758  | 860  |

| 1901 | 1906 | 1911 | 1921 | 1926 | 1931 | 1936 | 1946 | 1954 |
| ---- | ---- | ---- | ---- | ---- | ---- | ---- | ---- | ---- |
| 760  | 815  | 825  | 892  | 859  | 772  | 732  | 756  | 714  |

| 1962 | 1968 | 1975 | 1982 | 1990 | 1999 | 2006 | 2011 | 2014 |
| ---- | ---- | ---- | ---- | ---- | ---- | ---- | ---- | ---- |
| 601  | 533  | 534  | 593  | 583  | 558  | 590  | 625  | 621  |

### Enseignement
Courtalain compte une école maternelle. L'école élémentaire la plus proche se situe à Saint-Pellerin.

## Culture locale et patrimoine

### Lieux et monuments

#### Château
Le château de Courtalain est un château français du XVe siècle situé à Courtalain, à la limite du Perche et du pays Dunois, aux portes du Parc naturel régional du Perche.

Le château
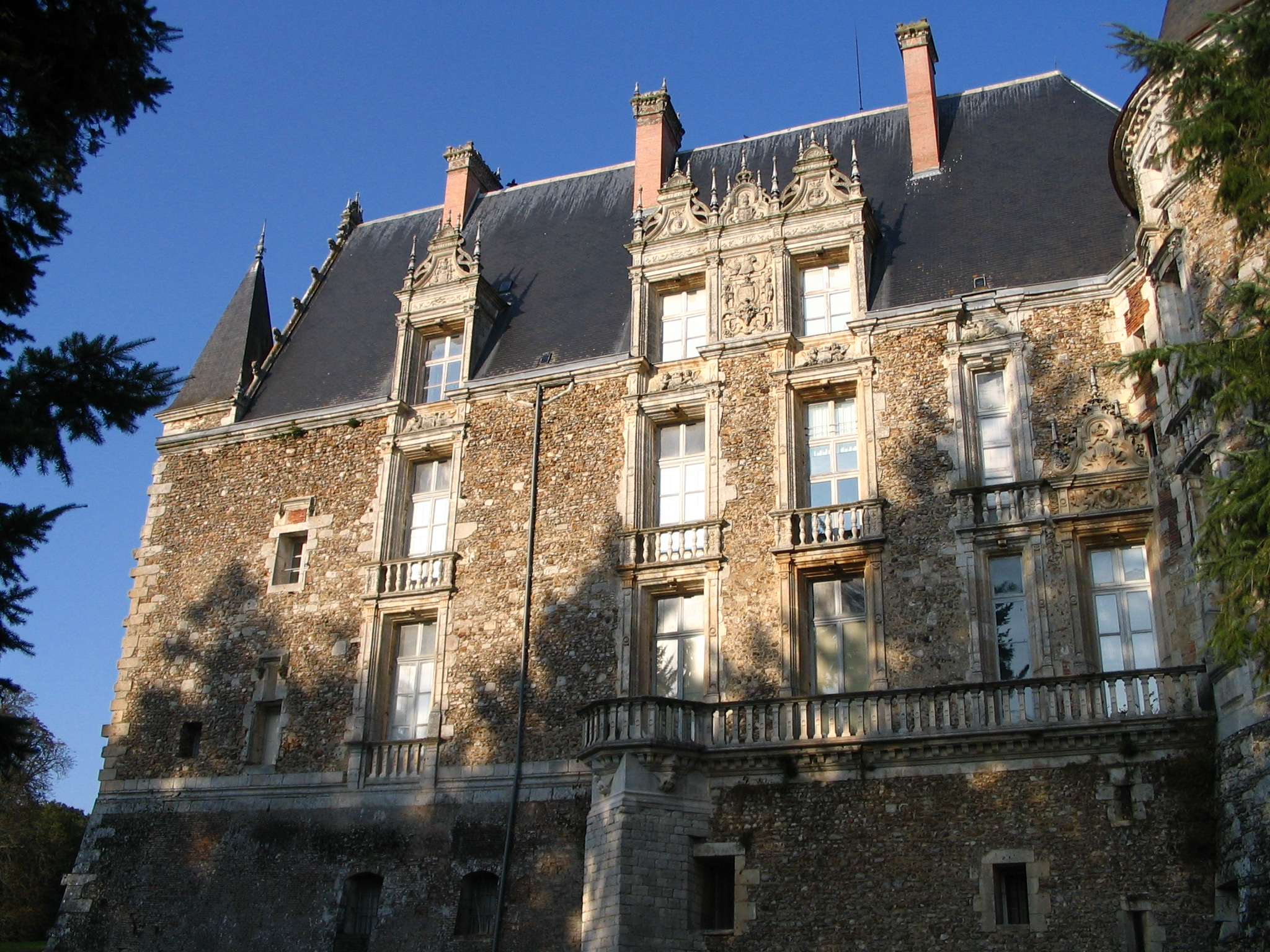
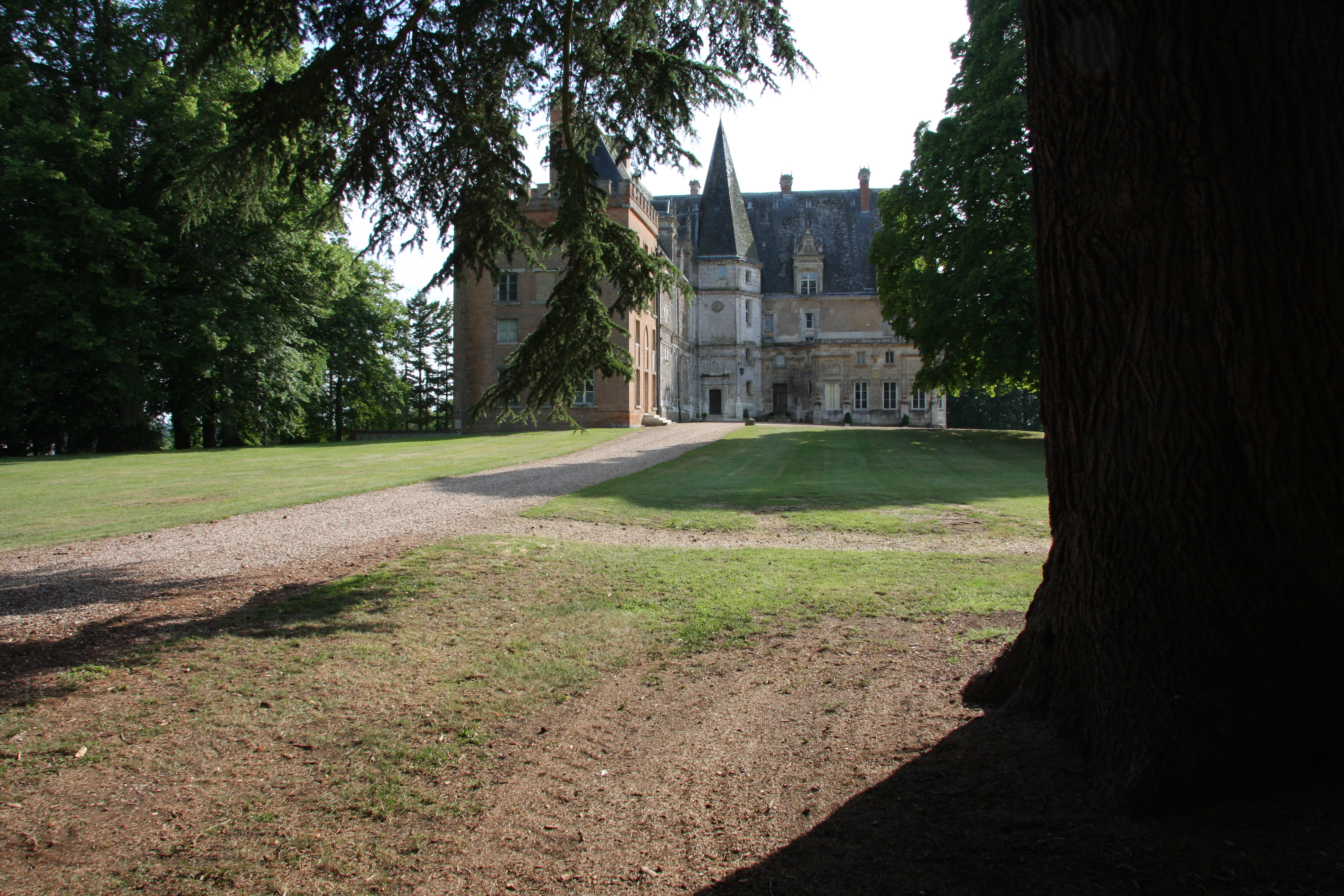
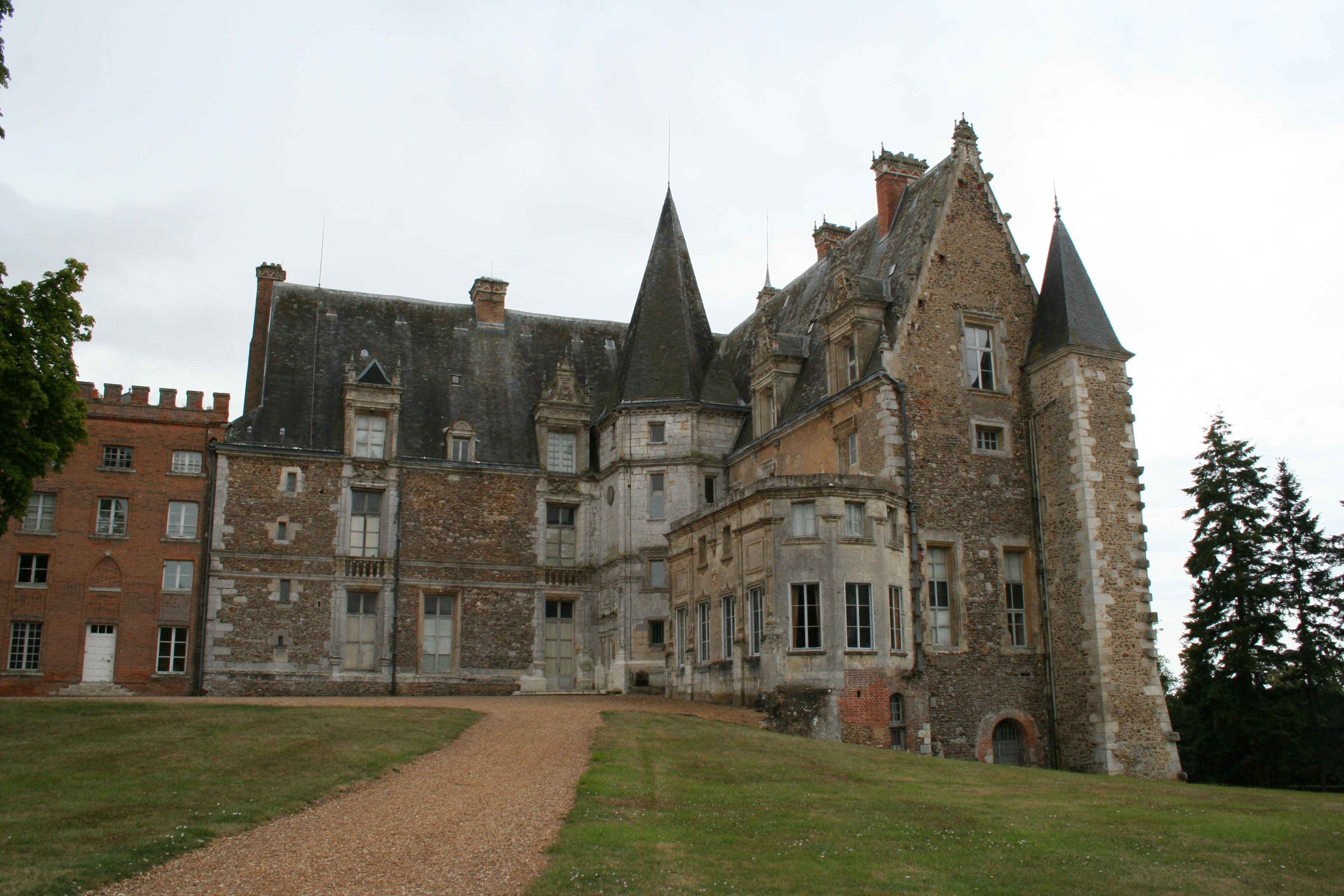
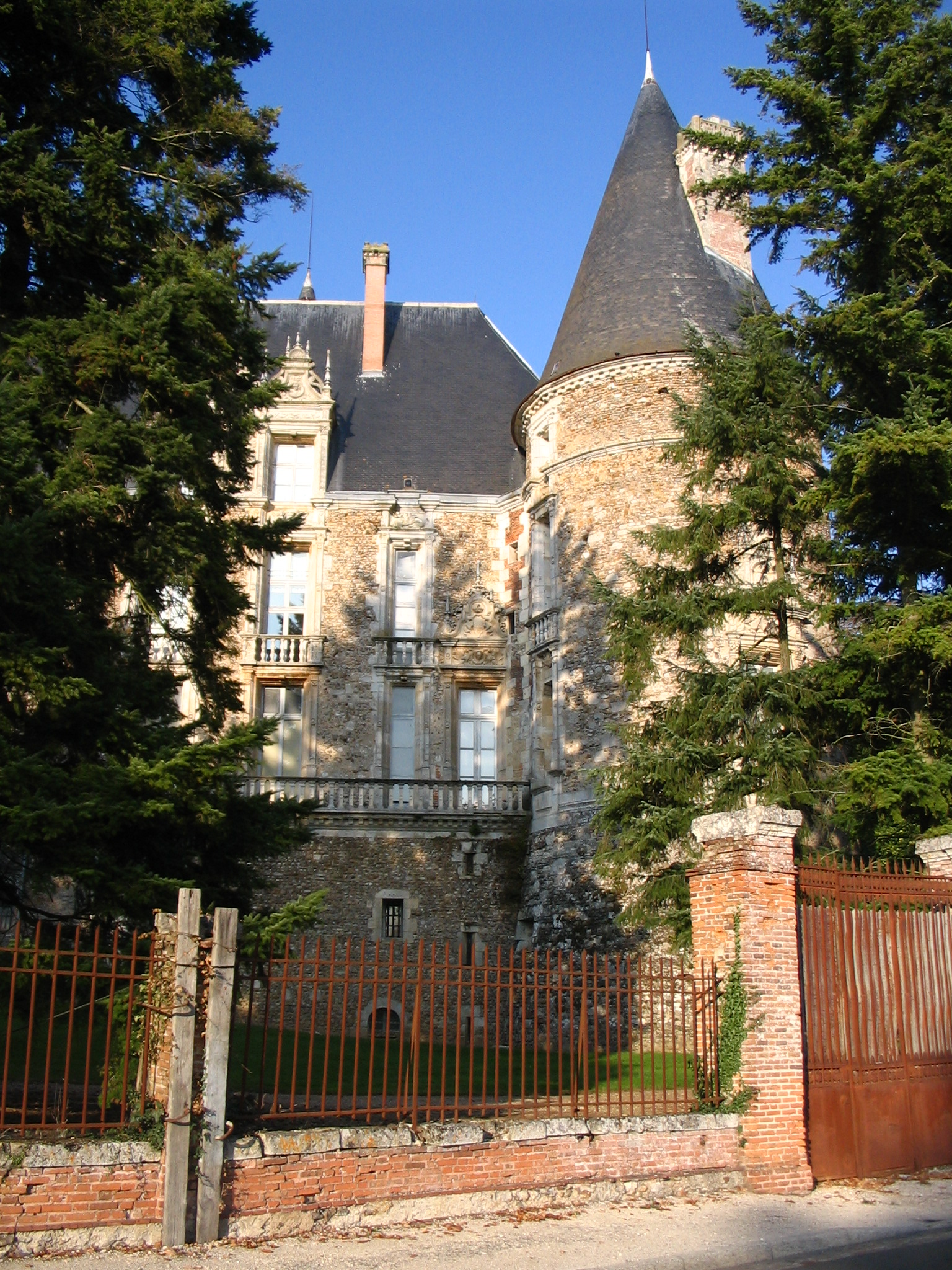
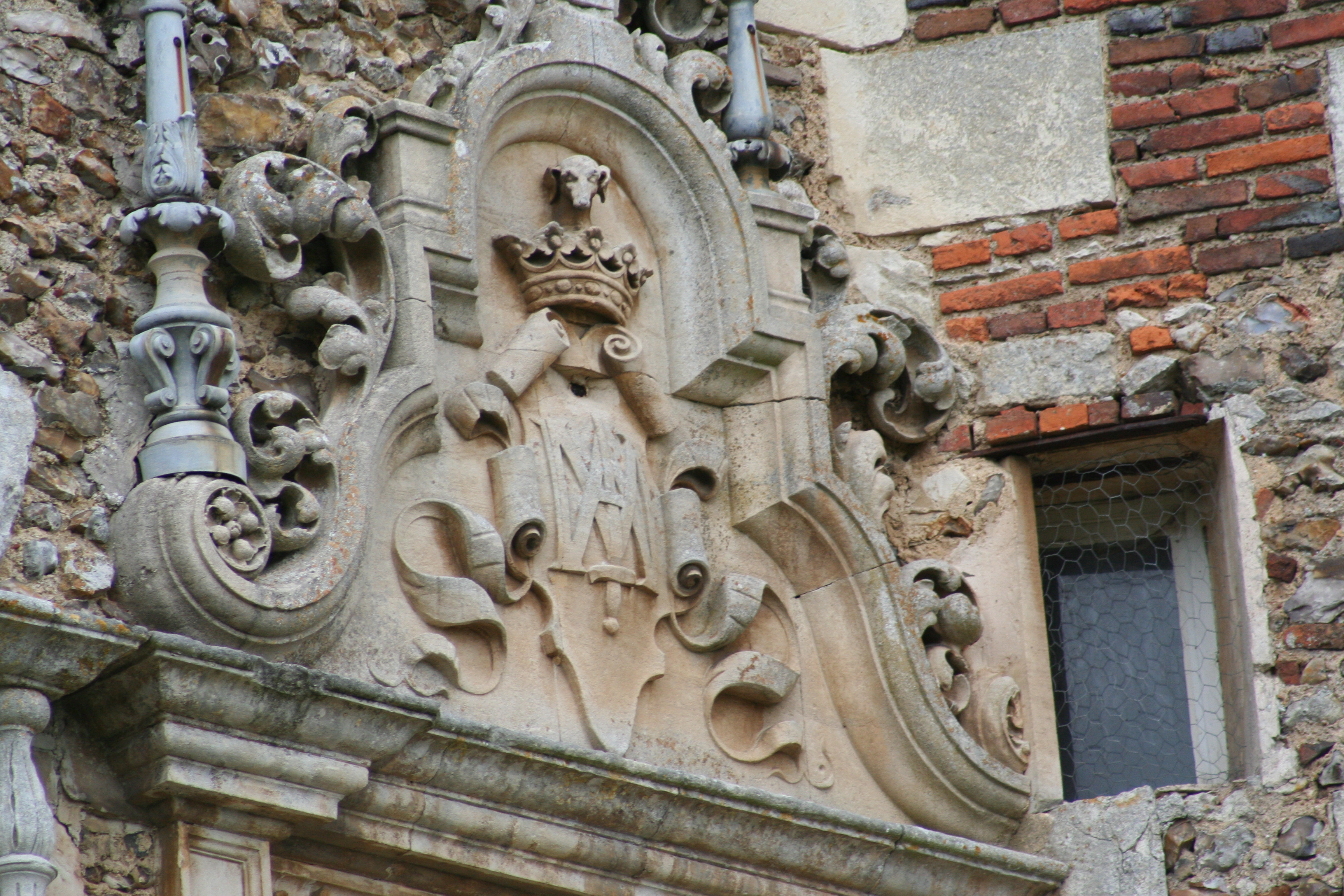
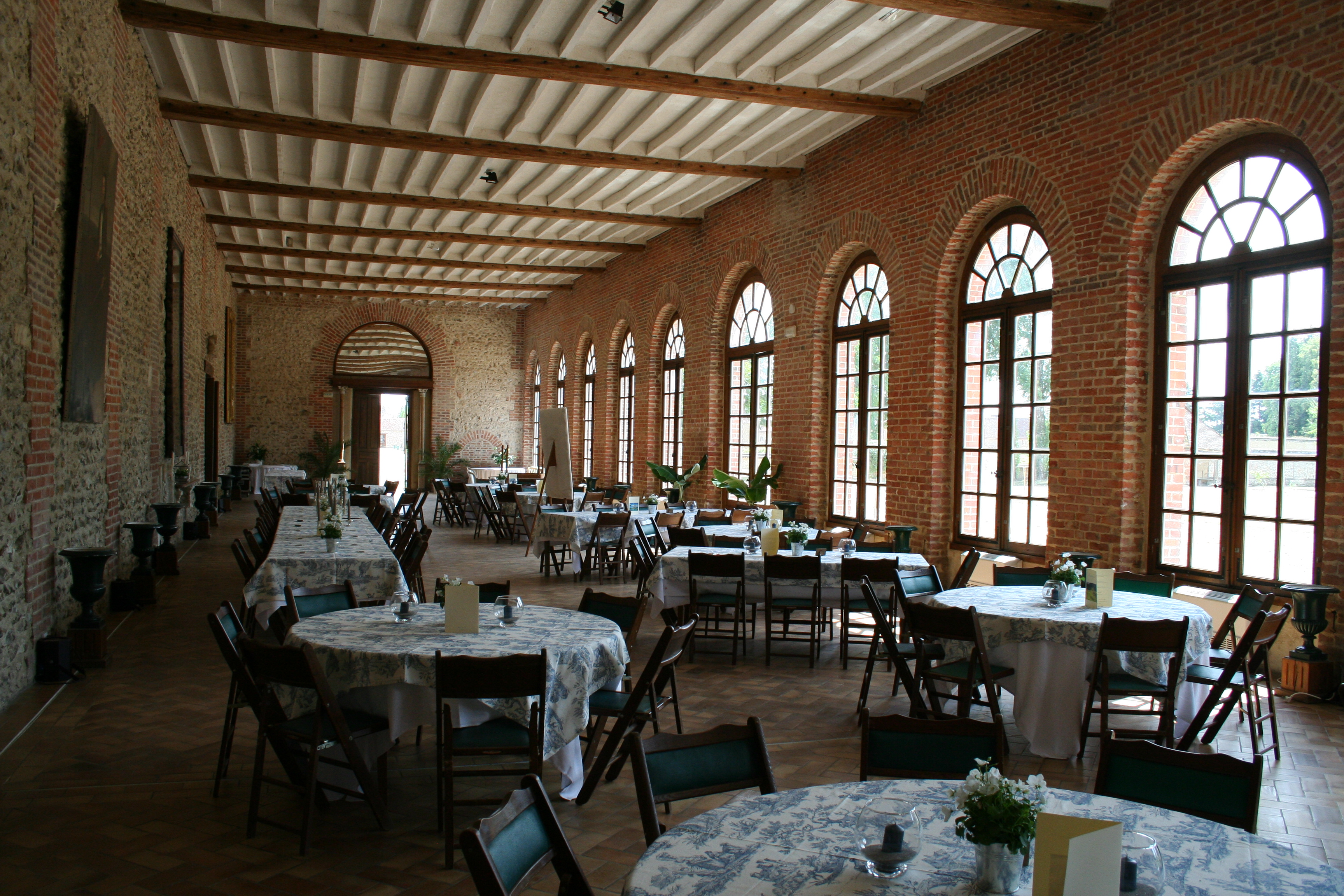

#### Église Saint-Jean-Baptiste
À l’origine, l’église est la chapelle du château de Courtalain. Le seigneur du lieu en était son propriétaire ou « présentateur ». Le patron de l'église fut saint Jean l'Évangéliste jusqu'en 1792, puis saint Jean Baptiste sur l'annuaire du diocèse de Chartres.
Elle est rebâtie en 1809, augmentée de son collatéral en 1838, puis d’un clocher-porche, grâce aux libéralités de la famille de Montmorency, propriétaire du château de Courtalain.
L'édifice abrite le gisant en pierre de Perrette de Baif, dame de Courtalain, du premier quart du XVIe siècle (1503). Accroché au mur, il présente une épitaphe et des armoiries . Il est classé monument historique au titre d'objet en 1904.

L'église Saint-Jean-Baptiste
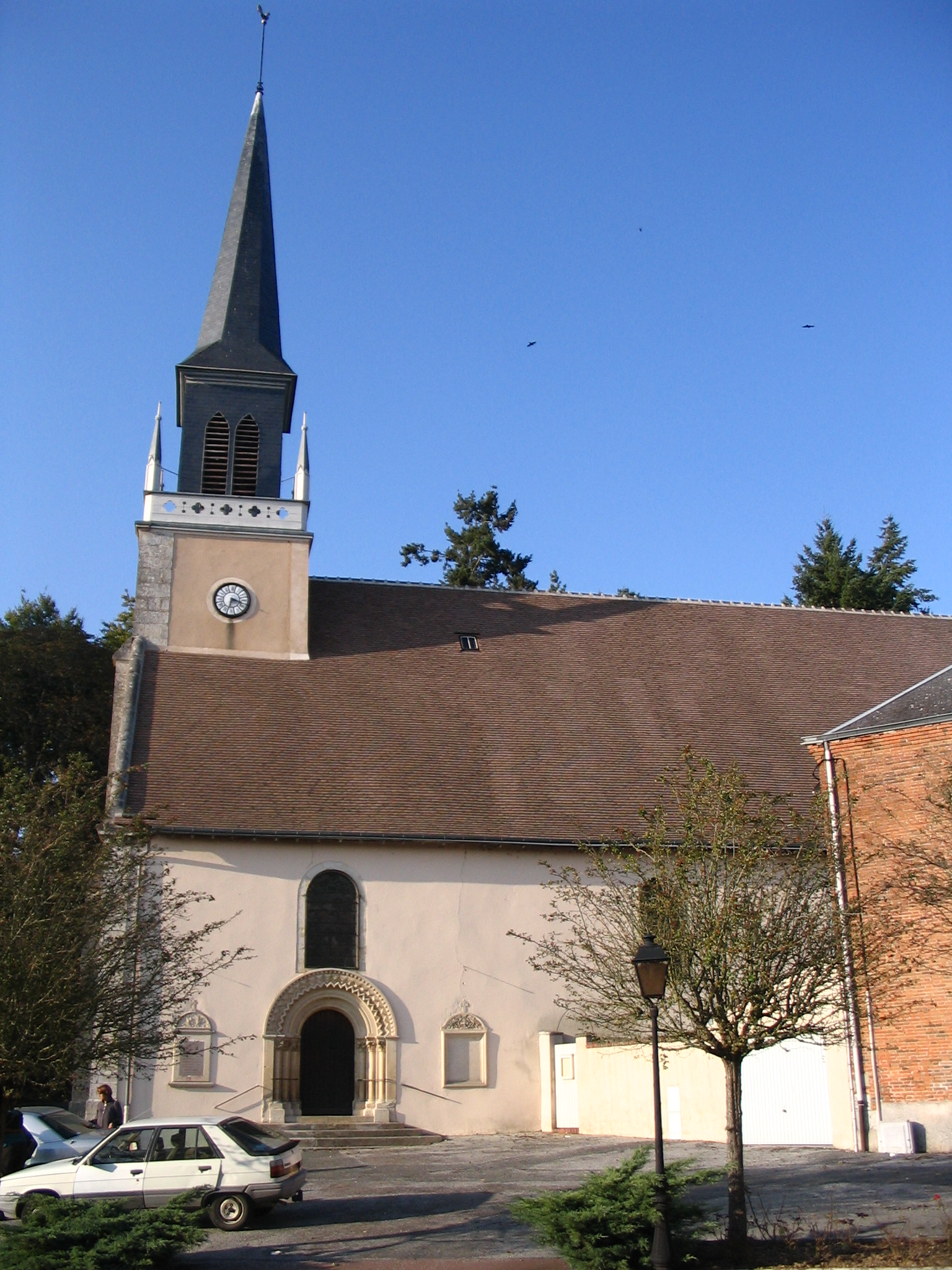
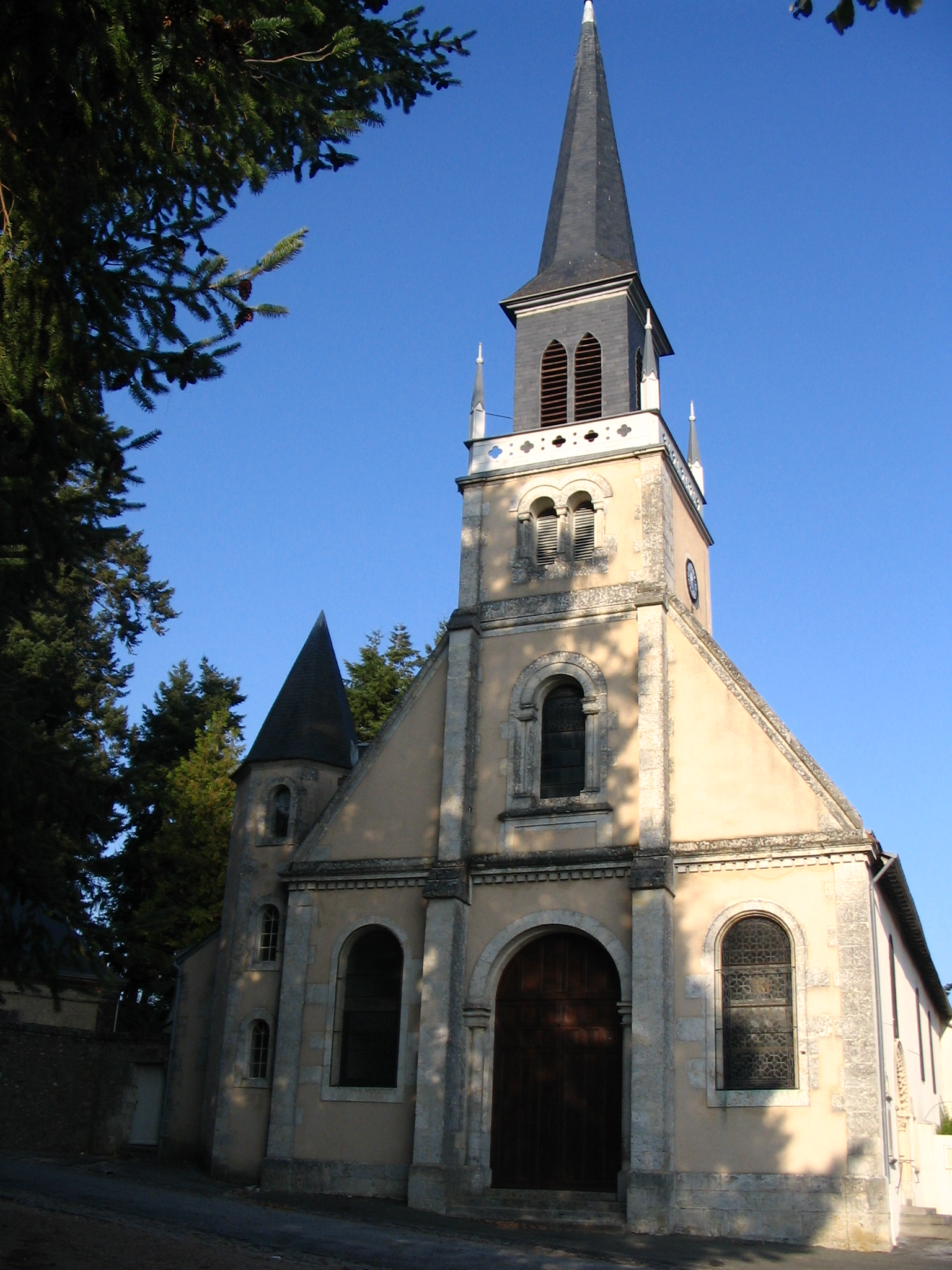

#### Séminaire Saint-Vincent-de-Paul
En octobre 2006 s'installe un séminaire traditionnel de l'Institut du Bon-Pasteur, le séminaire Saint-Vincent-de-Paul. La commune avait abrité précédemment un centre de retraite spirituelle de la Fraternité sacerdotale Saint-Pie-X qui avait été fermé par la dite fraternité.
Le séminaire compte en 2018 une trentaine de séminaristes de différentes nationalités.

#### Polissoir des Griffes du Diable
Ce polissoir, situé au lieu-dit les Bordes, atteste d'une activité humaine dès le Néolithique ( Inscrit MH (1987) ).

Les Griffes du Diable
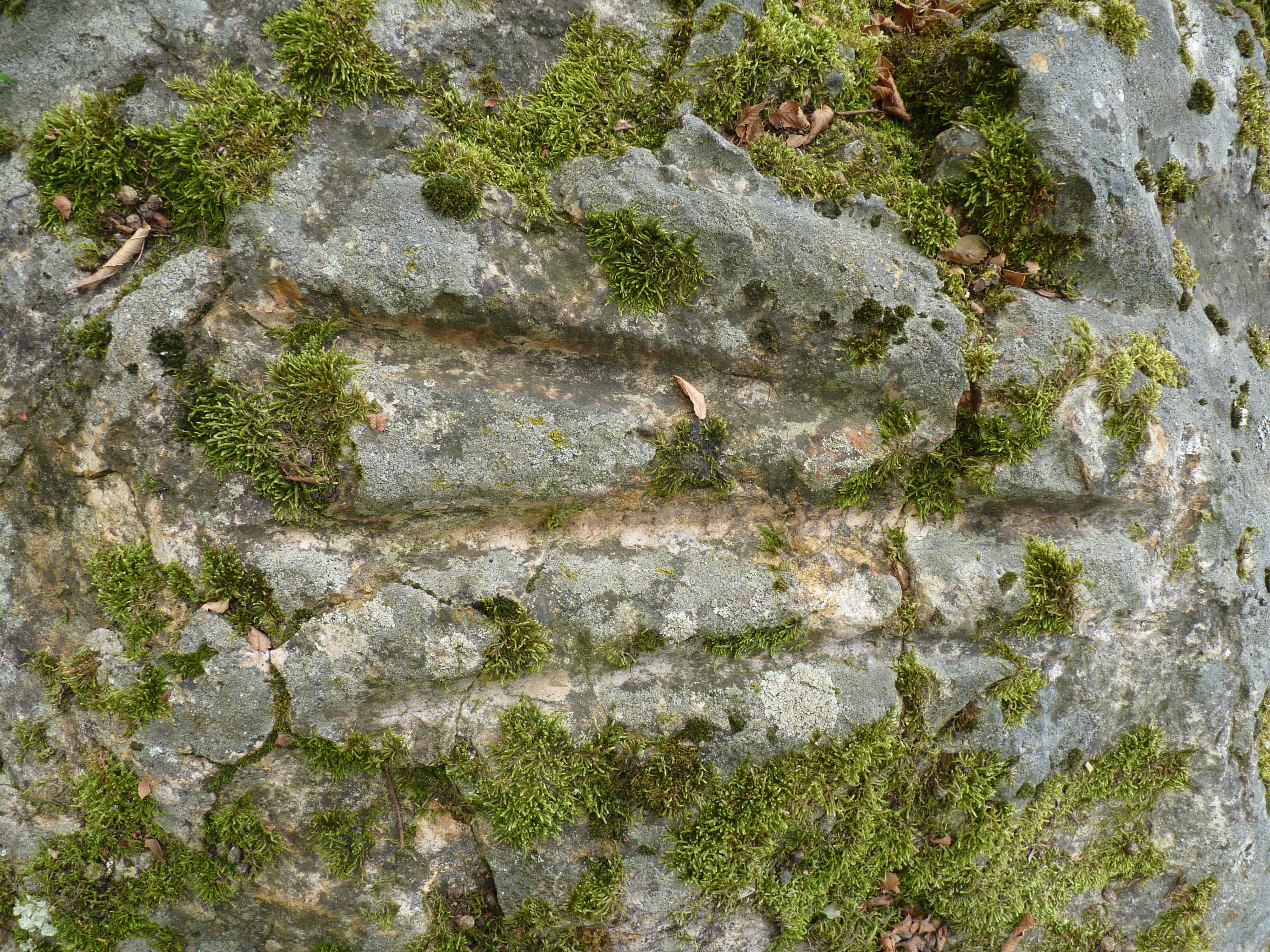
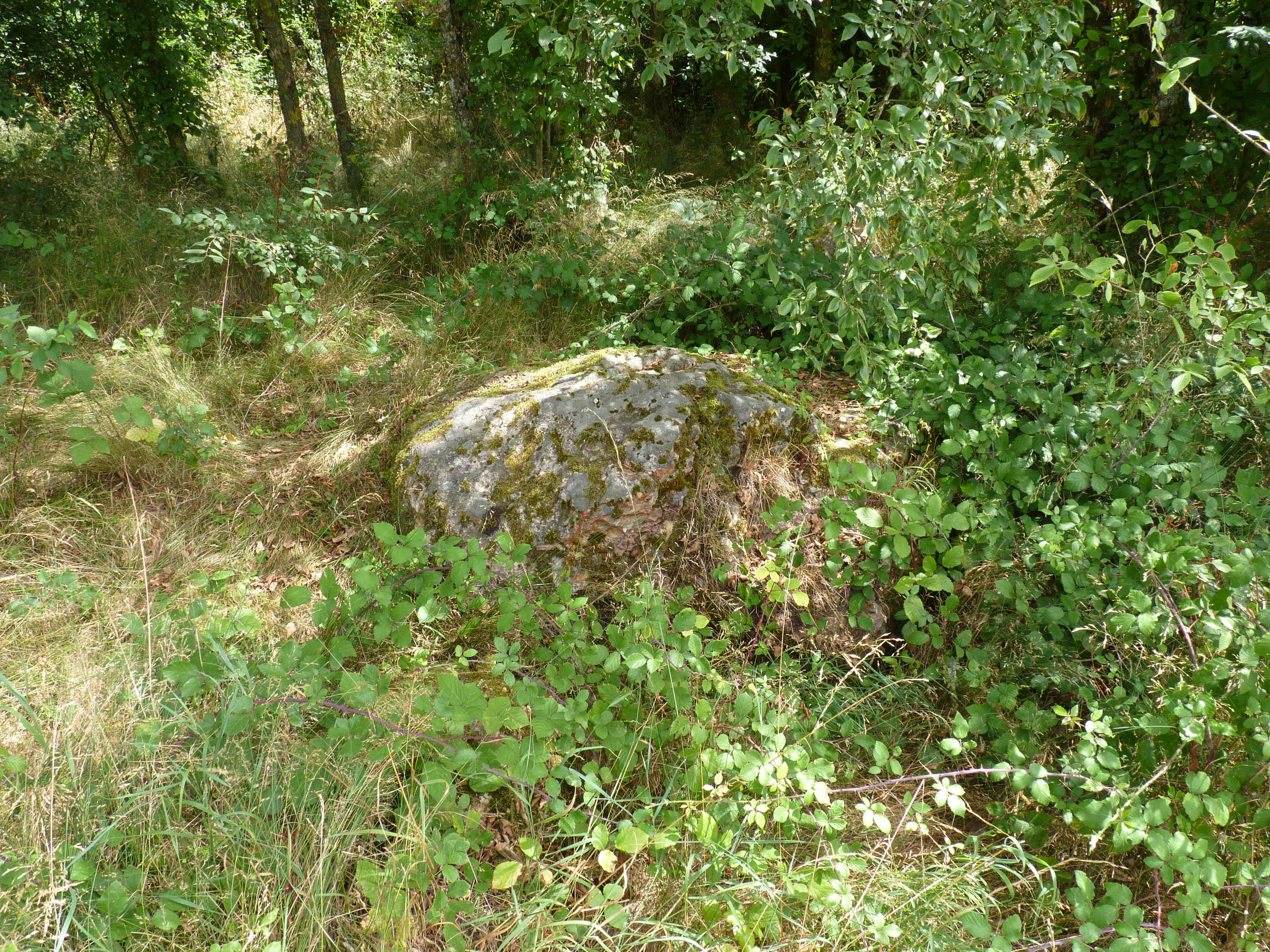

### Personnalités liées à la commune
- François-Edme Ricois, peintre paysagiste, naquit à Courtalain le 29 août 1795. Au Salon de 1833, il expose une Vue du bourg de Courtalain, alors propriété du duc de Momtmorency. Au Salon de 1865, il expose une Vue du château de l'église et d'une partie du bourg de Courtalain, résidence du dernier duc de Montmorency[réf. nécessaire].
- Jules Mitton (1870-1955), homme politique né à Saint-Firmin-des-Bois (Loiret) et mort le 29 novembre 1955 à Courtalain.
- Raoul Paoli (1887-1960), athlète, rugbyman et comédien, premier porteur officiel du drapeau français lors de Jeux olympiques de 1912, est né à Courtalain.
- Mickaël Serreau, né à Courtalain en 1975, footballeur professionnel.

### Héraldique
|  | Les armes de la commune se blasonnent ainsi : mi-parti : au 1) d’or à la croix de gueules cantonnée de seize alérions d’azur, quatre dans chaque canton, au 2) d’argent au chef de gueules. |